# چرت (ترانه سیزا)
«چرت» (انگلیسی: Snooze) ترانه‌ای از خواننده و ترانه‌پرداز آمریکایی، سیزا و ششمین تک‌آهنگ از دومین آلبوم استودیویی او با عنوان اس‌اواس (۲۰۲۲) است. این ترانه در سبک آراندبی با ریتم میدتمپو ساخته شده و بخش سازی آن شامل بیس، گیتار، درامز و سینث‌سایزر است. آواز اصلی با چند لایهٔ هارمونی همراهی می‌شود و در آغاز ترانه، یک ریف موسیقایی شنیده می‌شود. درون‌مایهٔ ترانه به دلبستگی وسواس‌گونهٔ سیزا به معشوقی می‌پردازد که احساسات شدید او را پاسخ نمی‌دهد، با این حال او آماده است برای اثبات عشق خود حتی دست به خشونت بزند. «چرت» در ۲۵ آوریل ۲۰۲۳ برای پخش رادیویی ارسال شد و در ۲۵ اوت، نسخه‌ای شامل چهار قطعه از این تک‌آهنگ در پلتفرم‌های استریم دیجیتال منتشر شد. نسخه‌ای آکوستیک از این ترانه با همراهی جاستین بیبر در ۱۵ سپتامبر ۲۰۲۳ منتشر گردید.
این ترانه از نظر منتقدان و تجاری با موفقیت چشم‌گیری روبه‌رو شد. بسیاری از منتقدان از ساختار موسیقایی آن تمجید کرده و «چرت» را اثری خیال‌انگیز، آرامش‌بخش و فراتر از زمان توصیف کردند. این ترانه در مراسم جوایز گرمی و جوایز موسیقی ویدئوی ام‌تی‌وی در بخش‌های مرتبط با سبک آراندبی موفق به کسب جوایزی شد. رولینگ استون در سال ۲۰۲۴، آن را یکی از بهترین ترانه‌های آراندبی قرن بیست و یکم نامید. «چرت» هفدهمین تک‌آهنگ پرفروش سال ۲۰۲۳ بود و به عنوان یک «موفقیت دیرهنگام» در سطح جهانی شناخته شد. این ترانه نخستین بار در دسامبر ۲۰۲۲ و پیش از انتشار رسمی به‌عنوان تک‌آهنگ، در رتبهٔ ۲۹ جدول بیلبورد هات ۱۰۰ ایالات متحده قرار گرفت و ماه‌ها در این جدول باقی ماند. پس از ارسال رسمی به ایستگاه‌های رادیویی، این اثر به جایگاه دوم این جدول رسید و در مجموع ۷۰ هفته در این جدول حضور داشت—که تنها ترانه‌ای بود که در تمام طول سال ۲۰۲۳ در جدول باقی ماند. همچنین «چرت» رکورد بیشترین هفتهٔ صدرنشینی در جدول رادیویی موسیقی اربن آمریکا را با ۳۷ هفته شکست.
موزیک ویدئوی رسمی «چرت» به کارگردانی مشترک سیزا و بردلی جی. کالدر در ۲۵ اوت در یوتیوب منتشر شد. در این موزیک ویدئو، چهار چهرهٔ مشهور از جمله جاستین بیبر در نقش معشوق‌های سیزا ظاهر می‌شوند. آن‌ها در کنار سیزا در صحنه‌هایی عاشقانه و صمیمی دیده می‌شوند، اما در ادامه، روابطشان به تدریج رو به زوال می‌رود و پایان می‌یابد. موزیک ویدئو با قطعه‌ای کوتاه از ترانهٔ «Diamond Boy (DTM)» — یکی از آثار نسخهٔ ری‌پکیج شدهٔ آلبوم اس‌اواس با عنوان لانا — به پایان می‌رسد؛ رویکردی تبلیغاتی که سیزا پیش‌تر نیز برای معرفی آثار جدید خود به‌کار گرفته بود. افزون بر موزیک ویدئو، سیزا ترانهٔ «چرت» را در تور کنسرت اس‌اواس (۲۰۲۳–۲۰۲۴) و در جشنواره‌های موسیقی مختلف، از جمله گلاستنبری ۲۰۲۴، اجرا کرده است. چندین موسیقی‌دان، از جمله جاستین بیبر، نسخه‌هایی بازخوانی‌شده از این ترانه را ارائه کرده‌اند.